# Levi Lumeka
Levi Jeremiah Lumeka (Beckton, 5 settembre 1998) è un calciatore inglese, attaccante dell'Oxford City.

## Carriera
Cresciuto nel settore giovanile del Crystal Palace, debutta in prima squadra il 10 settembre 2017 in occasione dell'incontro di Premier League perso 1-0 contro il Burnley.

## Statistiche

### Presenze e reti nei club
Statistiche aggiornate al 25 settembre 2021.
| Stagione        | Squadra         | Campionato      | Campionato | Campionato | Coppe nazionali | Coppe nazionali | Coppe nazionali | Coppe continentali | Coppe continentali | Coppe continentali | Altre coppe | Altre coppe | Altre coppe | Totale | Totale |
| Stagione        | Squadra         | Comp            | Pres       | Reti       | Comp            | Pres            | Reti            | Comp               | Pres               | Reti               | Comp        | Pres        | Reti        | Pres   | Reti   |
| --------------- | --------------- | --------------- | ---------- | ---------- | --------------- | --------------- | --------------- | ------------------ | ------------------ | ------------------ | ----------- | ----------- | ----------- | ------ | ------ |
| 2017-2018       | Crystal Palace  | PL              | 1          | 0          | FACup+CdL       | 1+0             | 0               |                    | -                  | -                  |             | -           | -           | 2      | 0      |
| 2018-2019       | Leyton Orient   | NAT             | 1          | 0          | FACup           | 0               | 0               |                    | -                  | -                  | FA Trophy   | 0           | 0           | 1      | 0      |
| 2019-2020       | Varzim          | LdH             | 23         | 8          | CP+CdL          | 3+0             | 1+0             |                    | -                  | -                  |             | -           | -           | 23     | 8      |
| 2020-2021       | Troyes          | L2              | 15         | 2          | CF              | 0               | 0               |                    | -                  | -                  |             | -           | -           | 15     | 2      |
| 2021-2022       | Troyes          | L1              | 5          | 0          | CF              | 0               | 0               |                    | -                  | -                  |             | -           | -           | 5      | 0      |
| Totale carriera | Totale carriera | Totale carriera | 45         | 10         |                 | 4               | 1               |                    | -                  | -                  |             | -           | -           | 49     | 11     |

## Palmarès

### Club

#### Competizioni nazionali
- Campionato francese di seconda divisione: 1

Troyes: 2020-2021